# 베트남의 국립공원
베트남의 국립공원(베트남어: Danh sách các vườn quốc gia tại Việt Nam)은 법령을 통해 베트남 정부가 공식적으로 인정한 명칭이다. 일반적으로 많은 지방과 도시의 영토에 위치한 국립공원은 베트남의 농림축산개발부에 의해 관리되고, 한 지방이나 도시의 경계 내에 위치한 국립공원은 도시가 관리하는 지방인민위원회가 관리한다. 베트남의 국립공원은 아열대 안개의 숲으로부터 다양한 자연 생태계, 동식물, 동식물을 보호하기 위해 북쪽에서 남쪽으로, 국경에서 외딴 섬까지 뻗어 있다. (피악오아-피아덴, 아열대성 고산림, 쑤언투이 국립공원과 깟바의 해안 망그로브 숲으로 상록수 열대 우림, 무이까마우 또는 우민하의 토탄 위에 있는 말라레우카 숲까지)
현재 베트남에는 총 면적 10,665.44km2(이 중 620.10km2가 해면)의 국립공원이 33곳으로 영토 면적의 약 3%를 차지하고 있다. 꾹프엉 국립공원은 1966년에 닌빈, 타인호아, 호아빈의 3개 지방에 설립된 최초의 국립공원이다. 한편, 가장 최근에 설립된 국립공원인 따둥 국립공원은 2018년 2월 8일에 설립되었다. 퐁냐께방 국립공원은 가장 큰 국립공원이고, 망그로브 숲의 쑤언투이 국립공원은 가장 규모가 작다.

## 국립공원 목록
| 지방          | 이름            | 지정년 | 면적 (ha) | 위치                       |
| ------------- | --------------- | ------ | --------- | -------------------------- |
| 북서부        | 호앙리엔        | 2002   | 29,845    | 라오까이, 라이쩌우         |
| 북서부        | 바베            | 1992   | 7,610     | 박깐                       |
| 북서부        | 바이뜰롱        | 2001   | 15,783    | 꽝닌                       |
| 북서부        | 쑤언선          | 2002   | 15,048    | 푸토                       |
| 북서부        | 땀다오          | 1996   | 36,883    | 빈프억, 타이응우옌, 뚜옌꽝 |
| 북서부        | 주자            | 2015   | 15,006    | 하장                       |
| 북서부        | 피아오악-피아덴 | 2018   | 10,593    | 까오방                     |
| 홍강 삼각주   | 바비            | 1991   | 10,815    | 하노이                     |
| 홍강 삼각주   | 깟바            | 1986   | 15,200    | 하이퐁                     |
| 홍강 삼각주   | 꾹프엉          | 1994   | 22,200    | 닌빈, 타인호아, 호아빈     |
| 홍강 삼각주   | 쑤언투이        | 2003   | 7,100     | 남딘                       |
| 북중부 해안   | 벤엔            | 1992   | 14,735    | 타인호아                   |
| 북중부 해안   | 푸맛            | 2001   | 91,113    | 응에안                     |
| 북중부 해안   | 부꽝            | 2002   | 55,029    | 하띤                       |
| 북중부 해안   | 퐁냐깨방        | 2001   | 85,754    | 꽝빈                       |
| 북중부 해안   | 박마            | 1991   | 22,030    | 후에                       |
| 남중부 해안   | 프억빈          | 2006   | 19,814    | 닌투언                     |
| 남중부 해안   | 쭈어산          | 2003   | 29,865    | 닌투언                     |
| 중부 고원     | 쯔몸라이        | 2002   | 56,621    | 꼰뚬                       |
| 중부 고원     | 꼰까낀          | 2002   | 41,780    | 잘라이                     |
| 중부 고원     | 욕돈            | 1991   | 115,545   | 닥락                       |
| 중부 고원     | 쯔양신          | 2002   | 58,947    | 닥락                       |
| 중부 고원     | 비도웁누이바    | 2004   | 64,800    | 럼동                       |
| 중부 고원     | 따둥            | 2018   | 20,937.7  | 닥농                       |
| 남동          | 깟띠엔          | 1992   | 73,878    | 동나이, 럼동, 빈프억       |
| 남동          | 부자멉          | 2002   | 26,032    | 빈프억                     |
| 남동          | 꼰다오          | 1993   | 15,043    | 바리어붕따우               |
| 남동          | 로고싸맛        | 2002   | 18,765    | 떠이닌                     |
| 메콩강 삼각주 | 짬찜            | 1994   | 7,588     | 동탑                       |
| 메콩강 삼각주 | 우민트엉        | 2002   | 8,053     | 끼엔장                     |
| 메콩강 삼각주 | 므이까마우      | 2003   | 41,862    | 까마우                     |
| 메콩강 삼각주 | 우민하          | 2006   | 8,286     | 까마우                     |
| 메콩강 삼각주 | 푸끄옥          | 2001   | 31,422    | 끼엔장                     |

## 갤러리

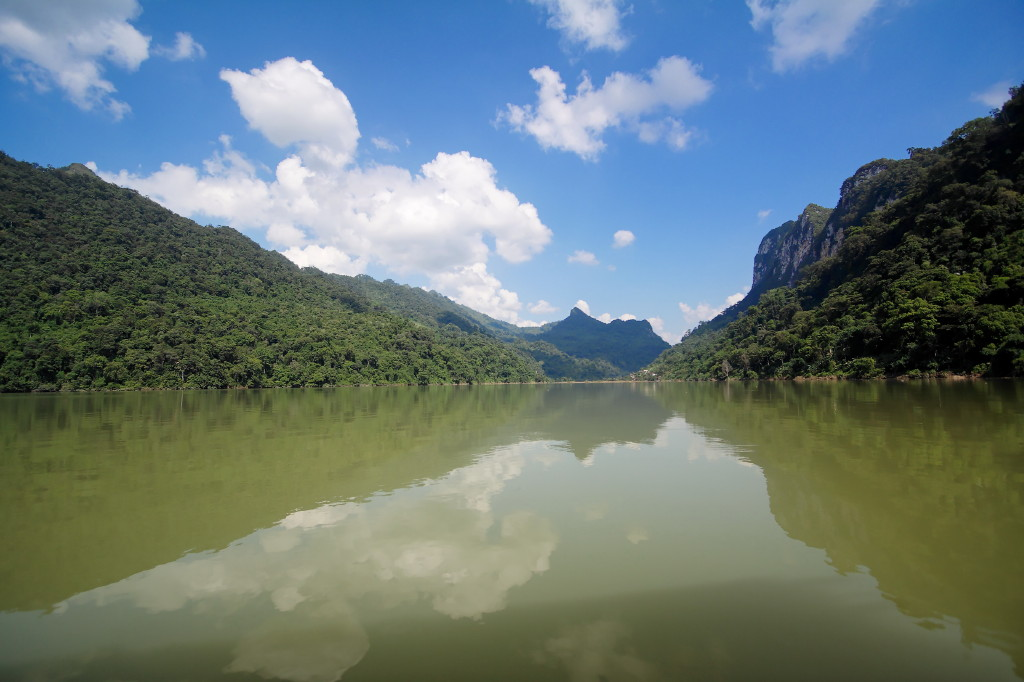
바베 국립공원
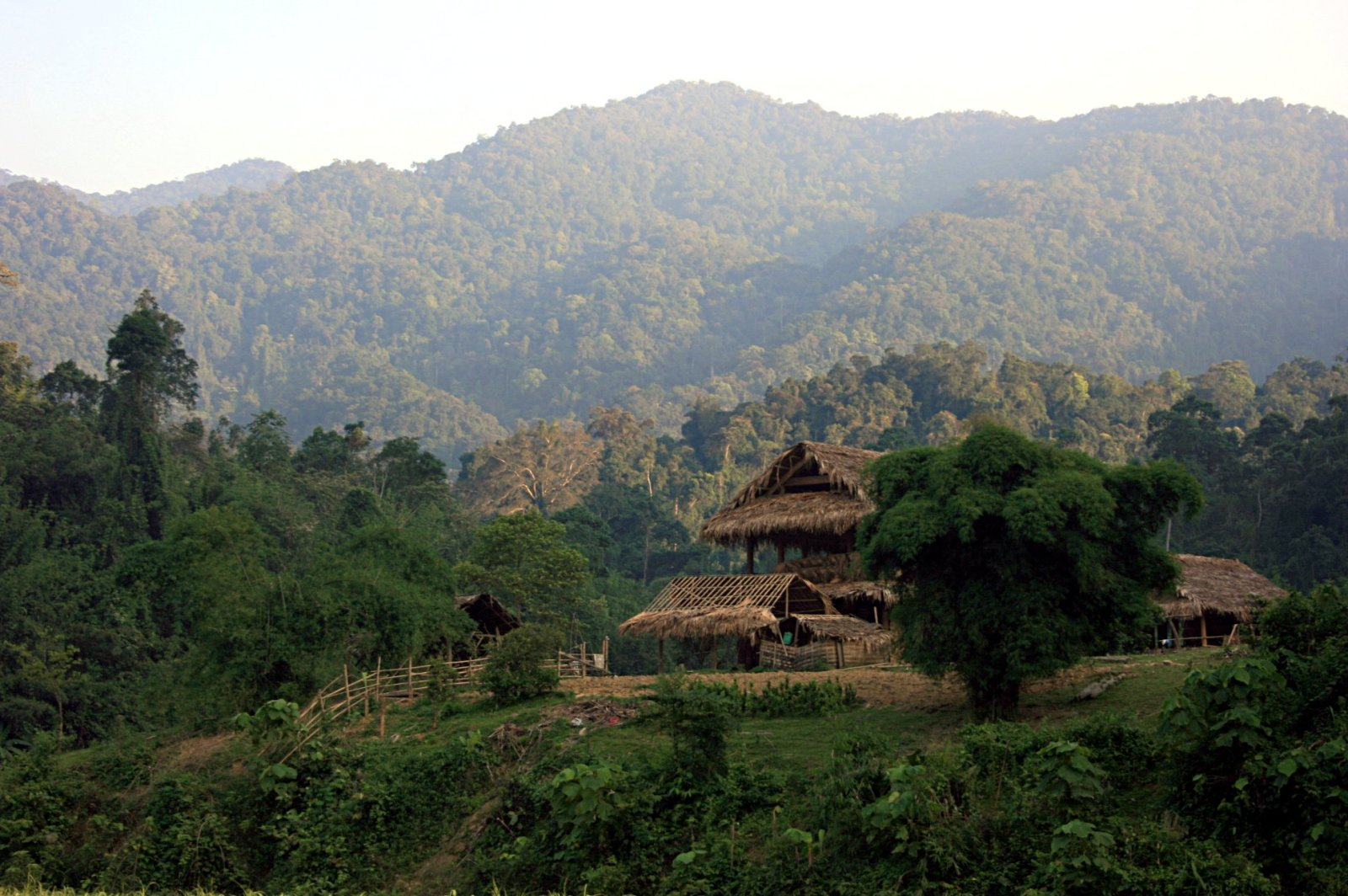
푸맛 국립공원
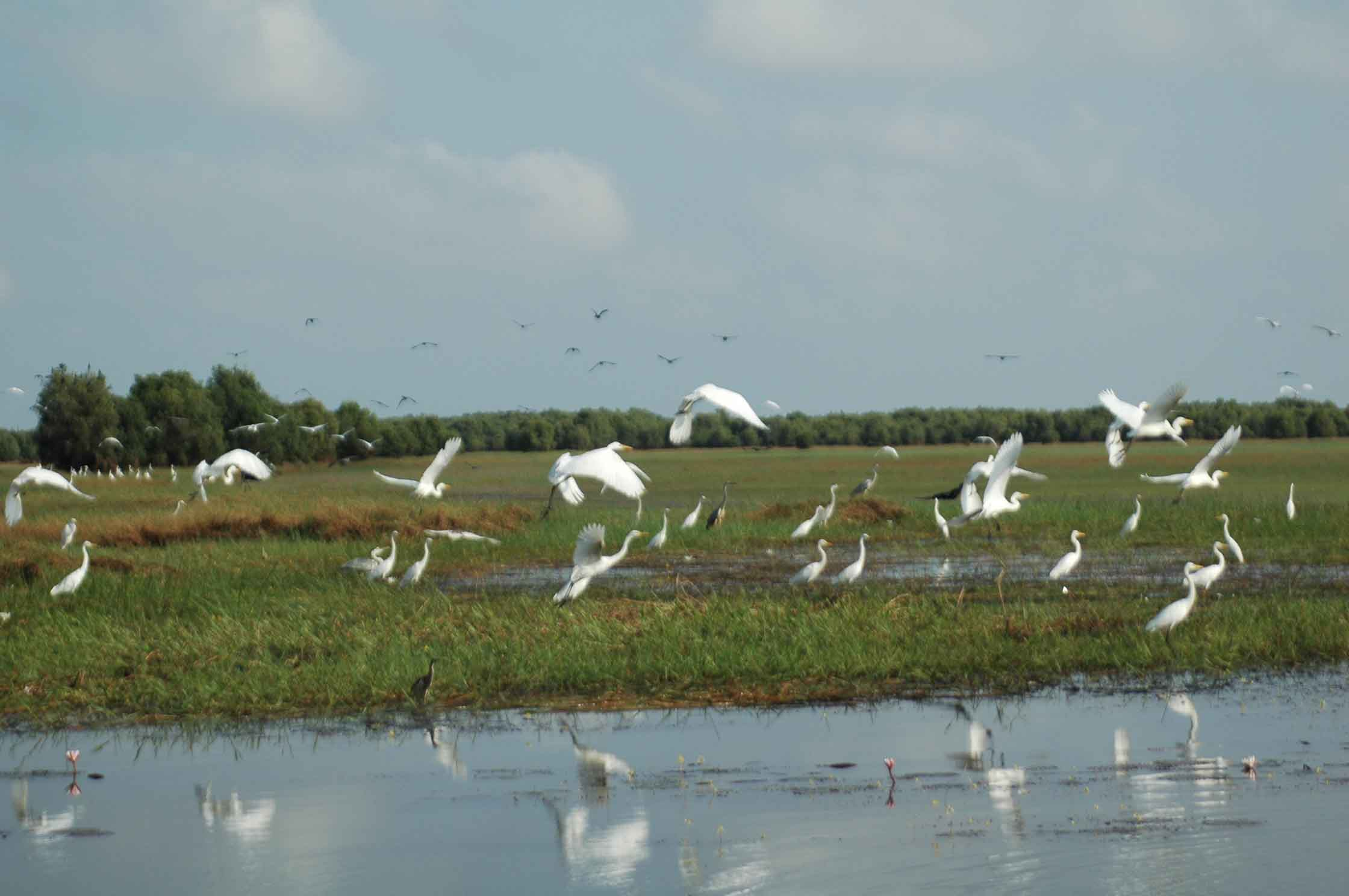
짬찜 국립공원
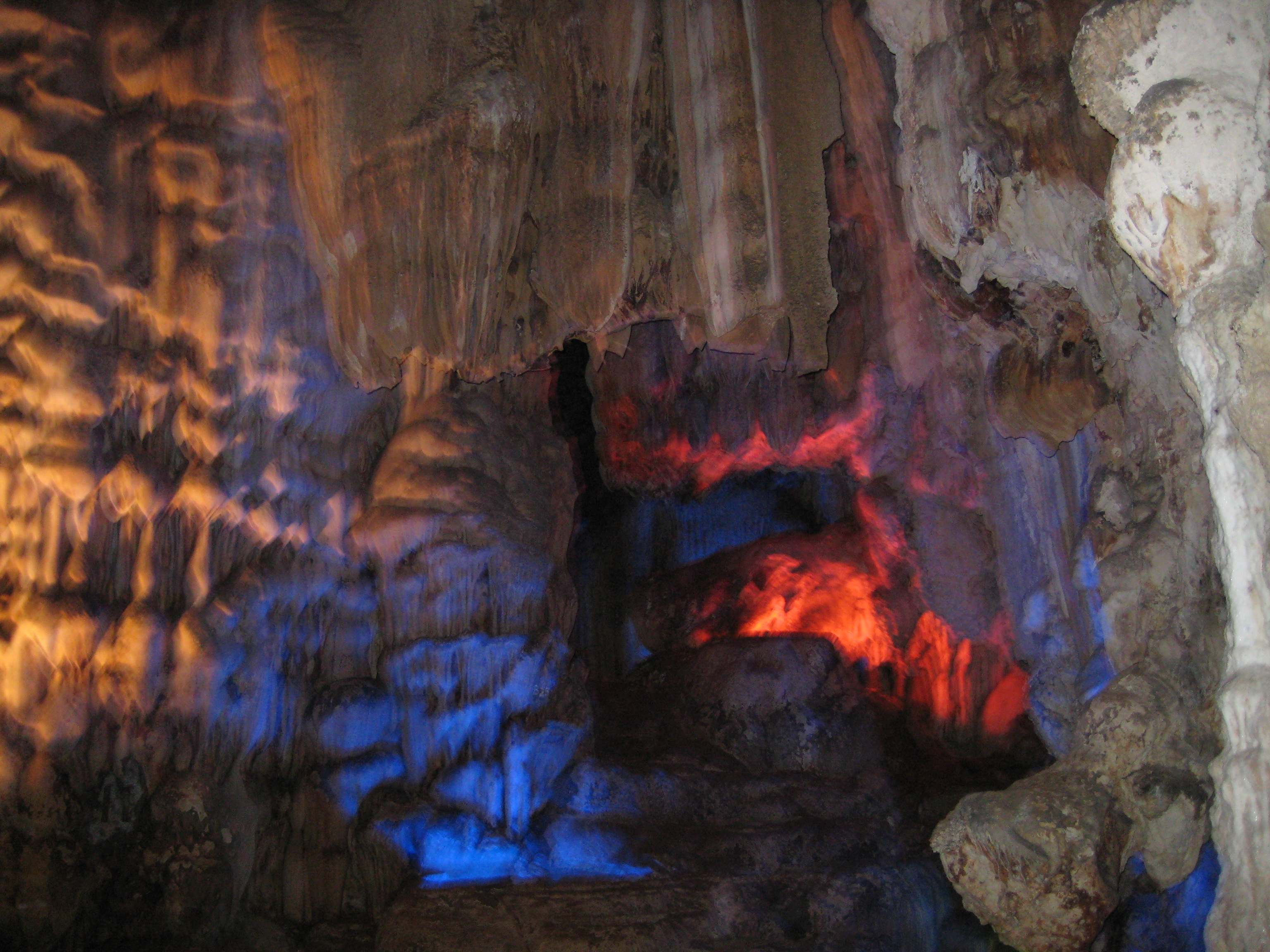
퐁냐께방 국립공원
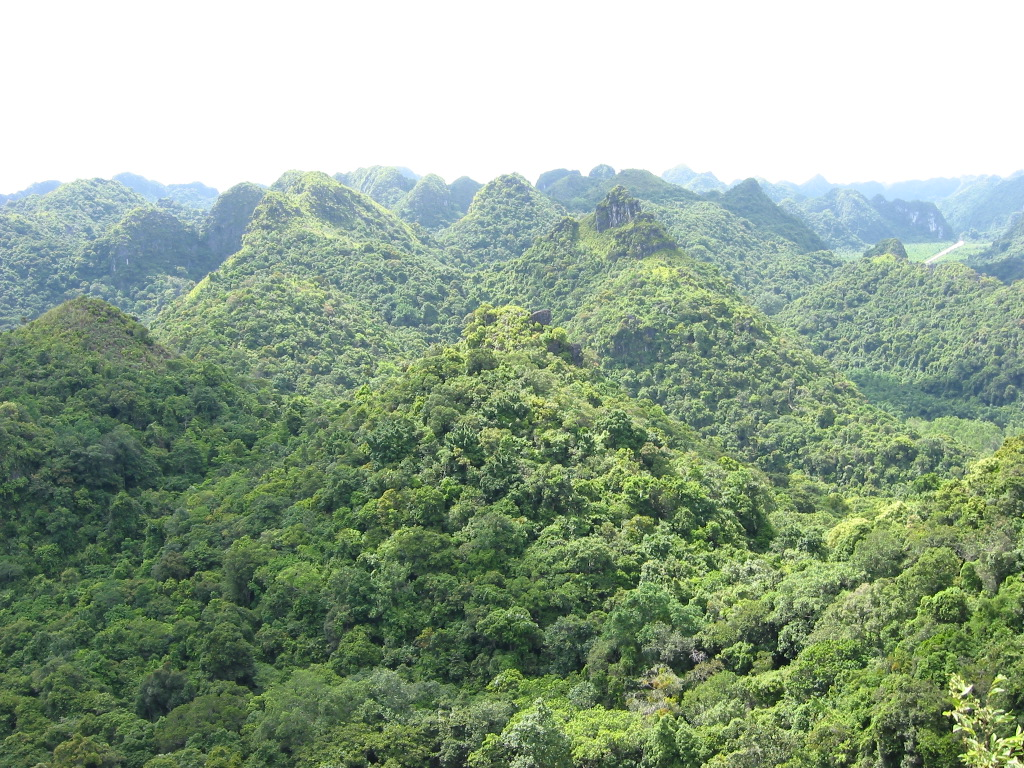
깟바 국립공원
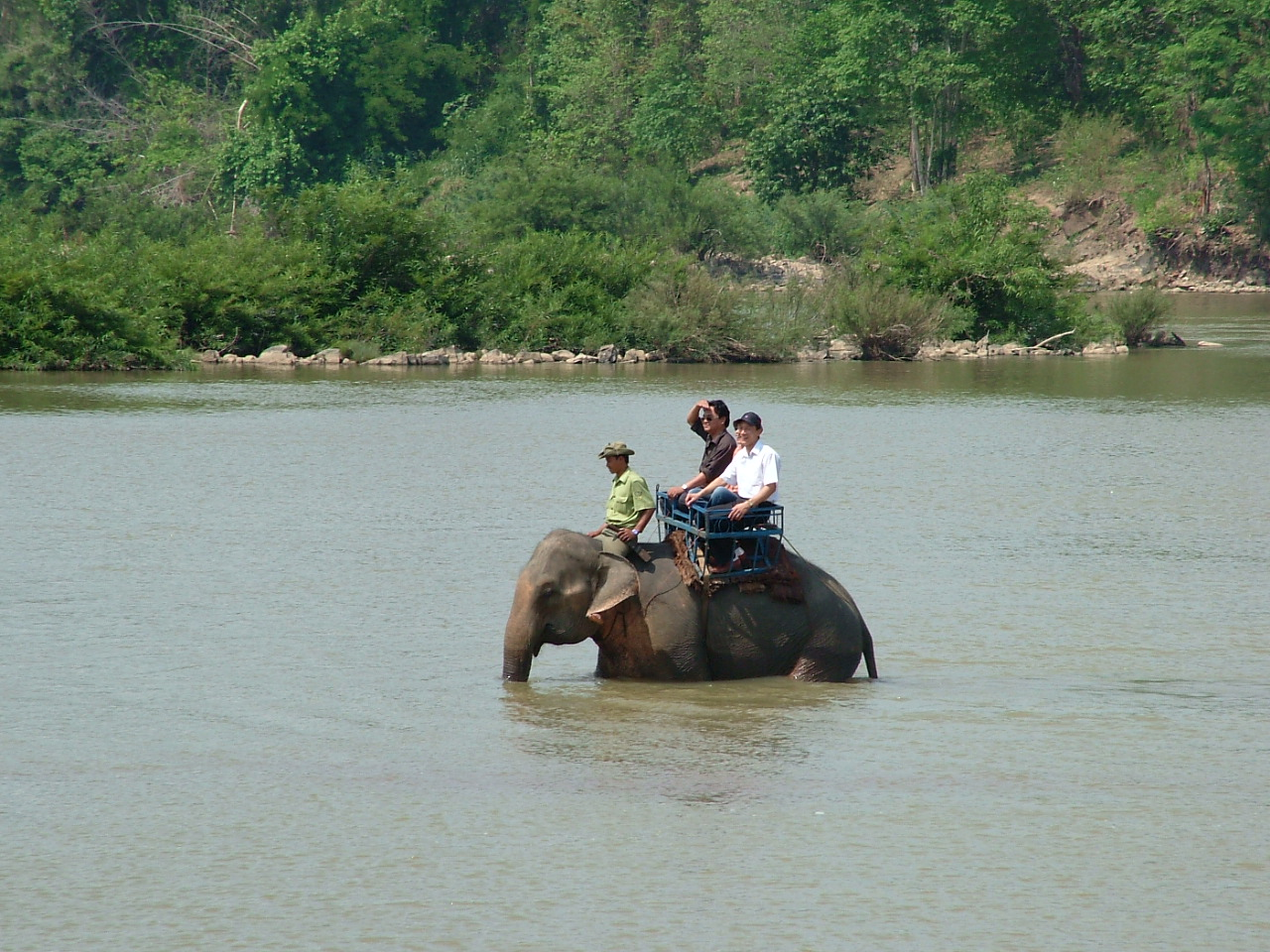
욕돈 국립공원

## 같이 보기
- 국립공원
- 베트남의 세계유산